# Cratere Irus
Irus è un cratere sulla superficie di Teti.